# Шкоти
Шкоти, шоти — у білоруських і польських джерелах XVI—XVII сторіч назва шотландських іммігрантів, що осіли у Речі Посполитій.

## Шотландці у литовських замках над Дніпром
Ще 1503 року Петрківський сейм розглядав проект поселення шотландських колоністів у литовських замках на Дніпрі, що були спустошені під час московсько-литовської війни Великого князівства Литовського з Великим князівством Московськимʼ 1500—1503 років.

## Торгова монополія шкотів
Згодом шотландці зʼявляються у ВКЛ як найманці у війську та як мирні дрібні гандляри. В останній якості з 1563 року сеймові конституції згадують їх як серйозних конкурентів місцевим крамарям й обкладають додатковими податками. Не дивлячись на скарги та переслідування шкоти швидко майже монополізували гандаль цілих категорій краму, відомі як «речі шкоцькі»: рушники та рукавиці, пацьорки та білила, віники та ножі, гребні та нитки, голки, наперстки та панчохи та інші. Поселення шкотів у Речі Посполитій набуло такого розмаху й відомості, що англійський драматург Джон Вебстер пише у п'єсі «Білий дьявол» (1610 рік) про «сорок тисяч шотландських гандлярів у Польщі». У 1583 році під час паломництва в Палестину Микола Криштоф Радзивіл «Сирітка» пише про бачених ним у Сирії вуличних гендлярів-друзів, що вони «як наші шкоти у коробах різні дрібні речі для продажу носять вулицями». Одним з найвідоміших професорів філософії Віленського університету в XVI сторіччі (1570—1575) був відомий єзуїт зі Шотландії Джон Хей (1546—1607). Мідні шотландські пені з 1640-х років стали першим представником мідного монетного обігу на території Білорусі.

## Поселення
Бувши кальвіністами за віросповіданням, шкоти переважно селилися у містах і містечках, що належали литовським магнатам-кальвіністам. Особливо великі колонії шкотів у XVII сторіччі існували в резиденціях кальвініської гілки Радзивілів — Слуцьку й Кейданах. Відповідно згадується шкіт П. Гордон, що Януш Радзивіл та його син Богуслав «мали компанію цілком чи переважно з шотландців». Деякі з них за підтримки Радзивілів займалися наукою та мистецтвом; наприклад, Джон Джонстон видав у 1665 році в Амстердамі книгу «Thaumatographia Naturalis» (Природня травматологія), присвячену Янушу і Богуславу Радзивіллам.

## Московсько-польські війни
У війнах Речі Посполитій з Московією шкоти брали участь, як найманці з обох сторін, часом декілька разів переходячи до супротивника. Велике число шкотів з війська шведського полководця Еверта Горна потрапила у полон до великого литовського референдаря Олександра Гасевського при захопленні ним замку Біла на Смоленщині у 1610 році за московсько-польської війни 1609—1618 років. За облоги Смоленська у 1634 році за московсько-польської війни 1632—1634 років під командуванням останнього перебувала шотландська драгунська хоругва (200 чоловіків).

## Асиміляція
Поступово шкоти асимілювалися місцевим населенням, приймали традиційні білоруські імена й прізвища. Так, у реєстрі пінських крамарів (1620-ті) перелічені 4 шкоти: «Томило Олешкович; Петро Шимкович; Олешко Охремович; Луцья Литвинович».